# Kilimanoor
Kilimanoor est une petite ville dans l’État de Kerala, en Inde. Il est situé sur SH 1 Road, à 36 kilomètres de Thiruvananthapuram.